# Cercopithecus ascanius
Macaco-de-cauda-vermelha (Cercopithecus ascanius) é um Macaco do Velho Mundo da subfamília Cercopithecinae. Ocorre em Angola, Camarões, República Centro-Africana, República Democrática do Congo, Quênia, Ruanda, Sudão, Tanzânia, Uganda, Zâmbia e possivelmente Burundi.